# Hagarville
Hagarville est une census-designated place du comté de Johnson, dans l’État américain de l'Arkansas.